# Gran Premio di Francia 1978
Il Gran Premio di Francia 1978 è stata la nona prova della stagione 1978 del Campionato mondiale di Formula 1. Si è corsa domenica 2 luglio 1978 sul Circuito Paul Ricard. La gara è stata vinta dallo statunitense Mario Andretti su Lotus-Ford Cosworth; per il vincitore si trattò del decimo successo nel mondiale. Ha preceduto sul traguardo lo svedese Ronnie Peterson su Lotus-Ford Cosworth e il britannico James Hunt su McLaren-Ford Cosworth.

## Vigilia

### Aspetti tecnici
Il 23 giugno, in una riunione a Parigi, la CSI decise di vietare, almeno fino al 1º agosto, l'uso della ventola sul retro delle vetture di Formula 1, dopo le polemiche sorte sulla Brabham BT46 che aveva vinto il Gp di Svezia, grazie a tale appendice. L'apparato, ufficialmente ideato per raffreddare il motore, poteva fungere da strumento aerodinamico mobile, vietato dal regolamento. La ventola risultava inoltre pericolosa in quanto i detriti che vi entrano vengono poi lanciati fuori a grande velocità, rappresentando un grave pericolo per gli altri piloti. La scelta di rinviare a una decisione definitiva successiva venne presa per consentire ai tecnici di avere maggior tempo per studiare la questione. La FOCA aveva invece chiesto di poter continuare a sperimentare il dispositivo. La CSI decise di non mutare l'ordine di arrivo del gran premio anche se confermò che le altre scuderie avrebbe potuto fare ricorso.
Per tale ragione la Brabham ripresentò un modello convenzionale per la gara, la BT46A. Il responsabile tecnico dell'Alfa Romeo, l'ing. Carlo Chiti affermò che anche senza la ventola l'assetto aerodinamico della vettura era ottimale. La Brabham presentò anche un modello sperimentale in cui la parte posteriore della carrozzeria era molto più carenata. La Ferrari presentò sulle sue vetture un sistema di antirollio e antibeccheggio.
La Goodyear, che riforniva di pneumatici quasi tutte le scuderie, a eccezione di Ferrari e Renault, modificò la sua politica di allocazione delle gomme e decise di fornire a tutti i piloti le mescole migliori.
La gara tornò a essere disputata sul Circuito Paul Ricard, presso Le Castellet. Il tracciato, che prendeva il posto del Circuito di Digione, aveva già ospitato il mondiale di F1 per la quinta volta, l'ultima nel 1976. L'alternanza fra i due circuiti proseguì per diverse stagioni.

### Aspetti sportivi
Si ripresentò la Martini, dopo due gran premi di pausa, sempre con René Arnoux al volante. L'irlandese Derek Daly, già presente ad inizio stagione con la Hesketh, prese il posto di Jacky Ickx all'Ensign. La McLaren iscrisse nuovamente una terza vettura per Bruno Giacomelli.

## Qualifiche

### Resoconto
Al venerdì, pur con l'utilizzo di una vettura non dotata della contestata ventola posteriore, il pilota della Brabham John Watson, fece segnare il tempo migliore, in 1'44"41, tempo di ben tre secondi e mezzo più basso del tempo della pole di James Hunt dell'edizione 1976. Watson precedeva di soli 5 centesimi Mario Andretti, mentre terzo era Niki Lauda. Watson toccò, sul lungo rettilineo del Mistral, i 280 km/h, e compì il suo migliore giro a una media di poco superiore ai 200 km/h.
La sessione del mattino era stata interrotta per un acquazzone. Andretti, entrato con la pista ancora umida, era stato autore di un'uscita del tracciato, senza conseguenze per lui, ma con la vettura danneggiata. Peterson non concesse l'uso della propria vettura all'italoamericano, che dovette attendere che la sua vettura venisse riparata.
Le condizioni meteorologiche influenzarono anche la giornata del sabato, con cielo coperto e sporadica pioggia. Watson confermò la pole, la seconda e ultima per lui nel mondiale di F1 (dopo quello conquistata nel Gran Premio di Monaco 1977), Andretti completò la prima fila, mentre Niki Lauda e James Hunt definirono la seconda. Hunt, sempre sul Mistral, toccò i 294 km/h. Le Ferrari ottennero posizioni di rincalzo, pur con la sperimentazione di diverse coperture fornite dalla Michelin.

### Risultati
Nella sessione di qualifica si è avuta questa situazione:
| Pos                     | Nº | Pilota                | Costruttore              | Tempo   | Griglia |
| ----------------------- | -- | --------------------- | ------------------------ | ------- | ------- |
| 1                       | 2  | John Watson           | Brabham-Alfa Romeo       | 1'44"41 | 1       |
| 2                       | 5  | Mario Andretti        | Lotus-Ford Cosworth      | 1'44"46 | 2       |
| 3                       | 1  | Niki Lauda            | Brabham-Alfa Romeo       | 1'44"71 | 3       |
| 4                       | 7  | James Hunt            | McLaren-Ford Cosworth    | 1'44"92 | 4       |
| 5                       | 6  | Ronnie Peterson       | Lotus-Ford Cosworth      | 1'44"98 | 5       |
| 6                       | 8  | Patrick Tambay        | McLaren-Ford Cosworth    | 1'45"07 | 6       |
| 7                       | 20 | Jody Scheckter        | Wolf-Ford Cosworth       | 1'45"20 | 7       |
| 8                       | 11 | Carlos Reutemann      | Ferrari                  | 1'45"35 | 8       |
| 9                       | 12 | Gilles Villeneuve     | Ferrari                  | 1'45"55 | 9       |
| 10                      | 26 | Jacques Laffite       | Ligier-Matra             | 1'45"68 | 10      |
| 11                      | 15 | Jean-Pierre Jabouille | Renault                  | 1'45"73 | 11      |
| 12                      | 35 | Riccardo Patrese      | Arrows-Ford Cosworth     | 1'46"32 | 12      |
| 13                      | 4  | Patrick Depailler     | Tyrrell-Ford Cosworth    | 1'46"37 | 13      |
| 14                      | 27 | Alan Jones            | Williams-Ford Cosworth   | 1'46"40 | 14      |
| 15                      | 14 | Emerson Fittipaldi    | Fittipaldi-Ford Cosworth | 1'46"70 | 15      |
| 16                      | 3  | Didier Pironi         | Tyrrell-Ford Cosworth    | 1'47"12 | 16      |
| 17                      | 17 | Clay Regazzoni        | Shadow-Ford Cosworth     | 1'48"55 | 17      |
| 18                      | 31 | René Arnoux           | Martini-Ford Cosworth    | 1'48"68 | 18      |
| 19                      | 19 | Vittorio Brambilla    | Surtees-Ford Cosworth    | 1'48"68 | 19      |
| 20                      | 16 | Hans-Joachim Stuck    | Shadow-Ford Cosworth     | 1'48"89 | 20      |
| 21                      | 36 | Rolf Stommelen        | Arrows-Ford Cosworth     | 1'49"14 | 21      |
| 22                      | 33 | Bruno Giacomelli      | McLaren-Ford Cosworth    | 1'49"53 | 22      |
| 23                      | 18 | Rupert Keegan         | Surtees-Ford Cosworth    | 1'49"54 | 23      |
| 24                      | 30 | Brett Lunger          | McLaren-Ford Cosworth    | 1'49"55 | 24      |
| 25                      | 9  | Jochen Mass           | ATS-Ford Cosworth        | 1'49"90 | 25      |
| 26                      | 10 | Keke Rosberg          | ATS-Ford Cosworth        | 1'50"09 | 26      |
| Vetture non qualificate |    |                       |                          |         |         |
| NQ                      | 37 | Arturo Merzario       | Merzario-Ford Cosworth   | 1'50"11 | NQ      |
| NQ                      | 22 | Derek Daly            | Ensign-Ford Cosworth     | 1'50"19 | NQ      |
| NQ                      | 25 | Héctor Rebaque        | Lotus-Ford Cosworth      | 1'50"40 | NQ      |

## Gara

### Resoconto
John Watson scattò bene ma, già nel primo giro, Mario Andretti passò e condurre davanti al nordirlandese. Patrick Tambay prese il terzo posto bruciando Niki Lauda, che precedeva a sua volta Ronnie Peterson e James Hunt.
Patrick Tambay venne passato da Lauda dopo tre giri e poi da Peterson (al giro 5). Watson commise un errore, uscendo di pista, e perdendo così due posizioni, a vantaggio di Lauda e Peterson. L'austriaco della Brabham fu costretto però due soli giri dopo ad abbandonare la gara col motore rotto.
Watson passò Tambay nello stesso giro, mentre sei giri dopo, fu James Hunt a conquistare una posizione a Watson. Tambay scontava un problema con gli pneumatici. La gara vedeva così in testa Mario Andretti, seguito da Ronnie Peterson, James Hunt, John Watson, Alan Jones e Jody Scheckter. La classifica dei piloti a punti non si modificò fino al termine della gara.
Le Ferrari furono negativamente influenzate dagli pneumatici. Gilles Villeneuve fu costretto a due soste, mentre Carlos Reutemann addirittura cinque volte fu richiamato ai box. Grazie a gomme fresche e serbatoio vuoto l'argentino colse il giro più veloce della gara, con una velocità media di oltre 192 km/h.
Mario Andretti colse così la vittoria numero dieci nel mondiale, mentre per la Lotus fu la terza doppietta della stagione. James Hunt colse invece il ventitreesimo e ultimo podio della sua carriera in F1. Hunt terminò la gara quasi senza benzina.

### Risultati
I risultati del gran premio furono i seguenti:
| Pos | No | Pilota                | Costruttore        | Giri | Tempo/Ritiro       | Pos. Griglia | Punti |
| --- | -- | --------------------- | ------------------ | ---- | ------------------ | ------------ | ----- |
| 1   | 5  | Mario Andretti        | Lotus-Ford         | 54   | 1h38'51"92         | 2            | 9     |
| 2   | 6  | Ronnie Peterson       | Lotus-Ford         | 54   | +2"93              | 5            | 6     |
| 3   | 7  | James Hunt            | McLaren-Ford       | 54   | +19"80             | 4            | 4     |
| 4   | 2  | John Watson           | Brabham-Alfa Romeo | 54   | +36"88             | 1            | 3     |
| 5   | 27 | Alan Jones            | Williams-Ford      | 54   | +41"81             | 14           | 2     |
| 6   | 20 | Jody Scheckter        | Wolf-Ford          | 54   | +54"53             | 7            | 1     |
| 7   | 26 | Jacques Laffite       | Ligier-Matra       | 54   | +54"74             | 10           |       |
| 8   | 35 | Riccardo Patrese      | Arrows-Ford        | 54   | +1'24"88           | 12           |       |
| 9   | 8  | Patrick Tambay        | McLaren-Ford       | 54   | +1'27"06           | 6            |       |
| 10  | 3  | Didier Pironi         | Tyrrell-Ford       | 54   | +1'29"98           | 16           |       |
| 11  | 16 | Hans-Joachim Stuck    | Shadow-Ford        | 53   | +1 giro            | 20           |       |
| 12  | 12 | Gilles Villeneuve     | Ferrari            | 53   | +1 giro            | 9            |       |
| 13  | 9  | Jochen Mass           | ATS-Ford           | 53   | +1 Giro            | 25           |       |
| 14  | 31 | René Arnoux           | Martini-Ford       | 53   | +1 giro            | 18           |       |
| 15  | 36 | Rolf Stommelen        | Arrows-Ford        | 53   | +1 giro            | 21           |       |
| 16  | 10 | Keke Rosberg          | ATS-Ford           | 52   | +2 giri            | 26           |       |
| 17  | 19 | Vittorio Brambilla    | Surtees-Ford       | 52   | +2 giri            | 19           |       |
| 18  | 11 | Carlos Reutemann      | Ferrari            | 49   | +5 giri            | 8            |       |
| Rit | 30 | Brett Lunger          | McLaren-Ford       | 45   | Motore             | 24           |       |
| Rit | 14 | Emerson Fittipaldi    | Fittipaldi-Ford    | 43   | Sospensione        | 15           |       |
| Rit | 18 | Rupert Keegan         | Surtees-Ford       | 40   | Motore             | 23           |       |
| Rit | 33 | Bruno Giacomelli      | McLaren-Ford       | 28   | Motore             | 22           |       |
| Rit | 1  | Niki Lauda            | Brabham-Alfa Romeo | 10   | Motore             | 3            |       |
| Rit | 4  | Patrick Depailler     | Tyrrell-Ford       | 10   | Motore             | 13           |       |
| Rit | 17 | Clay Regazzoni        | Shadow-Ford        | 4    | Problemi elettrici | 17           |       |
| Rit | 15 | Jean-Pierre Jabouille | Renault            | 1    | Motore             | 11           |       |
| NQ  | 37 | Arturo Merzario       | Merzario-Ford      |      |                    |              |       |
| NQ  | 22 | Derek Daly            | Ensign-Ford        |      |                    |              |       |
| NQ  | 25 | Héctor Rebaque        | Lotus-Ford         |      |                    |              |       |

## Classifiche

### Piloti
| Pos. | Pilota             | Punti |
| ---- | ------------------ | ----- |
| 1    | Mario Andretti     | 45    |
| 2    | Ronnie Peterson    | 36    |
| 3    | Niki Lauda         | 25    |
| 4    | Patrick Depailler  | 23    |
| 5    | Carlos Reutemann   | 22    |
| 6    | John Watson        | 12    |
| 7    | Jacques Laffite    | 10    |
| 8    | Riccardo Patrese   | 8     |
| 9    | Jody Scheckter     | 8     |
| =    | James Hunt         | 8     |
| 11   | Emerson Fittipaldi | 7     |
| 12   | Alan Jones         | 5     |
| 13   | Didier Pironi      | 5     |
| 14   | Patrick Tambay     | 4     |
| 15   | Clay Regazzoni     | 4     |
| 16   | Gilles Villeneuve  | 3     |

### Costruttori
| Pos. | Team               | Punti |
| ---- | ------------------ | ----- |
| 1    | Lotus-Ford         | 58    |
| 2    | Brabham-Alfa Romeo | 34    |
| 3    | Tyrrell-Ford       | 25    |
| 4    | Ferrari            | 22    |
| 5    | McLaren-Ford       | 11    |
| 6    | Ligier-Matra       | 10    |
| 7    | Arrows-Ford        | 8     |
| 8    | Wolf-Ford          | 8     |
| 9    | Fittipaldi-Ford    | 7     |
| 10   | Williams-Ford      | 5     |
| 11   | Shadow-Ford        | 4     |